# Прострел
Простре́л (лат. Pulsatílla) — род многолетних травянистых растений семейства Лютиковые. Народные названия: сон-трава (чаще в отношении одного из видов, Прострел раскрытый) и подснежники, на Дальнем Востоке также «ургуй» («подснежный лютик») или ургульки.

## Ботаническое описание
Род включает в себя травянистые многолетние растения с длинным корневищем и прямостоящим стеблем. Высота прострела — от 5 до 40 см.
Стебель, листья и лепестки снаружи волосистые.
Листья — черешковые, собраны в прикорневую розетку.
Цветки одиночные, обычно крупные, бывают разных цветов, с множеством тычинок и пестиков. Прострел цветёт с апреля до мая

## Распространение и экология
Растёт в разреженных сосновых, березовых лесах, в степях, на открытых песчаных холмах, по сухим южным склонам; виды рода распространены в умеренном поясе Евразии от Атлантического до Тихого океана, и также в умеренном поясе Северной Америки.

## Химический состав
В траве прострела содержится анемонин, сапонины, фитонциды, дубильные вещества и смолы.

## Хозяйственное значение и использование
Экстракт из листьев прострела лугового (Pulsatilla pratensis) обладает сильным бактерицидным и фунгицидным действием, имеет седативный эффект и может применяться в народной медицине как успокоительное и снотворное средство, а также как болеутоляющее и отхаркивающее, стимулирует функции печени.
Применяется в ветеринарии.
Многие виды выращиваются как декоративные растения.
Ядовит. Сок прострела может вызвать кожные заболевания.

## Охранный статус
Во многих районах активно уничтожается сборщиками первоцветов. Охраняется, внесен в Красную книгу.

## Классификация

### Таксономия
Pulsatilla Mill., 1754, Gard. Dict. Abr. ed. 4 : s.p.
Род Прострел относится к семейству Лютиковые (Ranunculaceae) порядка Лютикоцветные (Лютикоцветные). Таксономическая схема в соответствии с Системой APG IV по состоянию на июнь 2024 года:
|  |                                      |  |                                   |                                   |                     |  | ещё 6 семейств |             |              |                                                           |
|  |                                      |  |                                   |                                   |                     |  |                |             |              | 54 подтвержденных вида и 53 вида, ожидающих подтверждения |
|  |                                      |  |                                   | порядок Лютикоцветные             |                     |  |                |             | род Прострел |                                                           |
|  |                                      |  |                                   | порядок Лютикоцветные             |                     |  |                |             | род Прострел |                                                           |
|  | отдел Цветковые, или Покрытосеменные |  |                                   |                                   | семейство Лютиковые |  |                |             |              |                                                           |
|  | отдел Цветковые, или Покрытосеменные |  |                                   |                                   |                     |  |                |             |              |                                                           |
|  |                                      |  | ещё 63 порядка цветковых растений | ещё 63 порядка цветковых растений |                     |  |                | ещё 53 рода | ещё 53 рода  |                                                           |
|  |                                      |  |                                   | ещё 63 порядка цветковых растений |                     |  |                |             | ещё 53 рода  |                                                           |

## Виды

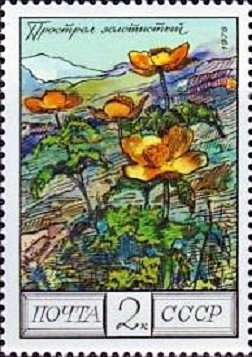
Почтовая марка СССР 1976 года. Золотистый прострел (Pulsatilla aurea)

Некоторые из них:
- Pulsatilla ajanensis — Прострел аянский
- Pulsatilla albana — Прострел албанский
- Pulsatilla alpina — Прострел альпийский
- Pulsatilla ambigua — Прострел сомнительный
- Pulsatilla armena — Прострел армянский
- Pulsatilla aurea — Прострел золотистый
- Pulsatilla bungeana — Прострел Бунге
- Pulsatilla campanella — Прострел колокольчатый
- Pulsatilla cernua — Прострел поникающий
- Pulsatilla chinensis — Прострел китайский
- Pulsatilla dahurica — Прострел даурский
- Pulsatilla flavescens — Прострел желтеющий
- Pulsatilla grandis — Прострел большой
- Pulsatilla halleri — Прострел Галлера
- Pulsatilla kostyczewii — Прострел Костычева
- Pulsatilla magadanensis — Прострел магаданский
- Pulsatilla millefolium
- Pulsatilla montana — Прострел горный
- Pulsatilla nipponica
- Pulsatilla occidentalis
- Pulsatilla patens — Прострел раскрытый, или Сон-трава
- Pulsatilla pratensis — Прострел луговой
- Pulsatilla reverdattoi — Прострел Ревердатто
- Pulsatilla rubra — Прострел красный
- Pulsatilla sachalinensis — Прострел сахалинский
- Pulsatilla scherfelii — Прострел Шерфеля
- Pulsatilla slaviankae
- Pulsatilla slavica
- Pulsatilla styriaca
- Pulsatilla sugawarae — Прострел Сугавары
- Pulsatilla sukaczevii — Прострел Сукачёва
- Pulsatilla taraoi — Прострел Тарао
- Pulsatilla tatewakii — Прострел Татеваки
- Pulsatilla taurica — Прострел крымский
- Pulsatilla tenuiloba — Прострел тонколопастной
- Pulsatilla turczaninovii — Прострел Турчанинова
- Pulsatilla vernalis — Прострел весенний
- Pulsatilla violacea — Прострел фиолетовый
- Pulsatilla vulgaris — Прострел обыкновенный
- Pulsatilla wallichiana
- Pulsatilla zimmermannii